# Хильчичі
Хи́льчичі — село в Україні, у Зноб-Новгородській селищній громаді Шосткинського району Сумської області. Населення становить 323 осіб. До 2016 орган місцевого самоврядування — Кривоносівська сільська рада.

## Географія
Село Хильчичі знаходиться на правому березі річки Бичиха, яка через 2 км впадає в річку Свига, нижче за течією на відстані 0,5 км розташоване село Таборище, на протилежному березі — село Кривоносівка.

## Символіка
Де можуть місяць з підковою зустрітися? Тільки на гербі села Хильчичі. На зеленому тлі зображені півмісяць і підкова розвернуті один до одного, і які утворюють літеру «Х», першу в назві села. Внизу на синьому тлі голова бика що означає річку Бичиху. Два кохацьких хреста по боках - козацька історія села.

## Історія
За твердженням глухівського протопопа Олексія Галяховського, який володів селом під час проведення Генерального слідства про маєтності Стародубського полку 1729 р., Хильчичі поселив при польському правлінні слуга Пясочинського Хількевіч «і за заслугу ону від Пясочинського» отримав їх «в особливе володіння».
Однак це твердження хибне. Хильчичі були поселені ще до передачі у 1619 році Сіверських земель до складу Речі Посполитої, в кінці XVI — початку XVII ст. Про це свідчить дарована грамота польського короля Сигізмунда від 20 квітня 1610 року про дарування деревеньки Фільчічі (Хильчичі) в Новгород-Сіверському повіті Івану Васильовичу Щеголеву.
Після укладення в грудні 1618 року Деулінського перемир'я Хильчичі були передані до складу Речі Посполитої. На момент передачі села Польщі, в кінці червня 1619 року, в них значилося 4 підданих московського царя, які разом з двома підданими села Очкине платили данину в царську казну в розмірі 2 злотих і 1 пуда меду на рік.
Через кілька років після переходу Сіверських земель до Польщі Хильчичі були даровані Новгород-Сіверському капітану Матіашу Бучинському, а від нього перейшли до Стефана Речинського, який у різний час служив мечником, підсудком, суддею Новгород-Сіверського повіту і поручиком надвірної хоругви А. Пясочинського.
У квітні 1644 року Стефан Речинський поступився Хильчичами Новгород-Сіверському старості Олександру Пясочинському, який володів ними до своєї смерті, яка настала в грудні 1645 року, після чого село перейшло у володіння його дружини Ельжбет і сина Яна.
Після звільнення України від поляків Хильчичі були включені в розряд «військових сіл» і під час правління Івана Самойловича (1672—1687), Івана Мазепи (1687—1708) та Івана Скоропадського знаходилися у відомстві старшини сотенної і ратушної Новгород-Сіверської, а 3 березня 1716 були подаровані гетьманом Скоропадським Глухівському протопопу Олексію Галяховському, в «спокійне володіння». До того часу частина жихівських земель, сінокосів та іншого нерухомого майна вже перебували у володінні Григорія Лук'яновича Жоравко і Данила Герасимовича Кутневського, які придбали їх шляхом «скуплення» селянських дворів.
По ревізії 1723 в Хильчичах значилися 45 дворів і 23 хати, з яких Олексію Галяховському належало 8 дворів і 12 хат, Г. Л. Жоравко — 6 хат, Д. Г. Кутневскому — 5 хат і козакам — 37 дворів.
Після смерті Г. Л. Жоравко (? — 23.04.1724), його володіння в Хильчичах дісталися його дружині Ганні Павлівні Жоравко (? — 13.04.1731), а від неї перейшли до її єдиної дочки Марії Григорівні Жоравко (? — До 1748). 23 січня 1732 Марія Григорівна вийшла заміж за Могилянського сотника Максима Михайловича Турківського та передала йому в придане млин в селі Хильчичах, слобідку Хільчанську та інше нерухоме майно, яке 29 квітня 1732 року було закріплено за ним універсалом гетьмана Апостола. Однак після смерті Марії Григорівни вказане майно було повернуто її родичам і передано у власність її двоюрідному брата Івану Тимофійовичу Жоравко.
Володіння Д. Г. Кутневского (? — 9.04.1732) після його смерті перейшли у спадок до його дружини Марії Савічни Савич (? — Після 1742), а від неї — до її дітей, бунчукового товариша Василя Даниловича Кутневского та Івана Даниловича Кутневського, а після смерті І. Д. Кутневского — до його дружини Параскевії Кутневської.
Що стосується володінь Олексія Галяховського (? — Після 1747), то після його смерті вони дісталися його дітям: Глухівському канцеляристу Петру Галяховському і перекладачу при імператорському кабінеті Дем'яну Галяховському. Хтось із них продав свою частину Хильчичів братам Юркевичам: Пантелеймону, Сафону та Миколі, а Пантелеймон Юркевич перепродав свою частину стародубському полковому осавулу Федору Кириловичу Чернацькому.
На момент проведення Румянцевской опису Малоросії 1765—1768 рр. в Хильчичах значився 21 двір і 16 бездворних хат, з яких бунчуковому товаришу В. Д. Кутневскому належало 2 підсусідських двора, Параскевії Кутневській — 1 бездворова хата, осавулові І. Т. Жоравко — 6 дворів, полковому осавулу Ф. К. Чернацькому — 4 двори і 11 бездворових хат і графу Кирилу Григоровичу Розумовському — 8 дворів і 4 бездворових хат. У вказаному описі не були включені володіння Сафона і Пантелеймона Юркевичів, хильчічських козаків і інших власників.
Після проведення Румянцевим опису Малоросії, в 1775 році, Сафон Юркевич продав за 150 руб. свою частину Хильчичів військовому канцеляристу Пантелеймону Федоровичу Чернацькому (1750 — ?), а та частина села, яка належала Миколі Юркевичу, перейшла у спадок до його сина — бунчукового товариша Петра Юркевича, а від нього до його дружини Марії Василівні Юркевич (уродженої Завадовської).
На момент опису Новгород-Сіверського намісництва 1779—1781 рр., в Хильчичах значилося 79 дворів і 100 хат, з яких виборним козакам належало 9 дворів і 14 хат, підпомічникам — 31 двір і 42 хати, статському раднику І. Т. Жоравко — 3 двору і 3 хати, військовому канцеляристу Юркевичу (?) — 5 дворів і 7 хат, Галяховському (?) — 4 двори і 4 хати, Кутневскому (Василю Даниловичу, Михайлу Івановичу та Петру Івановичу) — 3 двори і 2 хати і військовому канцеляристові П. Ф. Чернацькому — 25 дворів і 28 хат.
Після смерті П. Ф. Чернацькому його володіння в Хильчичах успадкував його син, титулярний радник Данило Пантелеймонович Чернацький (1807 — до 1861), а від нього вони перейшли до його дружини і дітям: Григорію (1849 — ?), Федору (1851 — ?), Євдокії (1843 — ?) і Марії (? — ?). Кому дісталися володіння інших власників, ми не знаємо.
Напередодні скасування кріпосного права, в 1859 році, в Хильчичах проживало 994 жителя, працював гуральня Чернацькому і кілька млинів. Близько половини всіх жителів села (194 кріпаків чоловічої статі зі своїми сім'ями) належали поручику Григорію Даниловичу Чернацькому, а решта — іншим власникам: Є. Г. Бернове, А. А. Юркевичу, І. А. Юркевичу і т. д.
У пореформений час на хільчичськіх землях оселився земський начальник Новгород Сіверського повіту (район Задесення) Микола Степанович Лук'яненко — Огнянко. За спогадами старожилів, він жив у двоповерховому цегляному будинку між Хильчичами і Кривоносівкою, займався сільським господарством і був добрим господарем і розумним керівником .
Після його смерті його володіння в Хильчичах успадкував його син Костянтин Миколайович Лук'яненко — Огнянко, який страждав на слабоумство, жив не подворянски і після революції ходив по селу і просив милостиню.
На початку 80-х років XIX століття в Хильчичах працювали 2 вітряних млини і 1 крупорушка, в 1910 році з'явився перший телефон, а в 1914 році — поштова контора.
З середини 90-х років ХІХ століття село було адміністративним центром Хільчічской волості Новгород-Сіверського повіту, до складу якої в 1897 році входили села: Боровичі, Журавка, Кренидівка, Кривоносівка, Мефодівка, Очкине, Таборище, Червоне та інші населені пункти.
У 1702 році місцева громада побудувала в Хильчичах православну церкву на честь Різдва Пресвятої Богородиці і виділила на утримання її священнослужителів великий ділянку землі. З часом при церкві була відкрита церковно-приходська школа, в якій в 1768 році викладав дяк. За переказами, церква була побудована в «поганому місці» і в неї часто потрапляла блискавка. У зв'язку з цим її двічі, в 1770 і 1830 роках, переносили на нове місце. Після революції в Хильчичах звели нову церкву на новому місці. Однак незабаром її закрили, а в її приміщеннях на початку 30-х років розмістили сільський клуб, бібліотеку і пошту.
У жовтні 1860 при оновленої Різдво-Богородичної церкви була відкрита церковно-приходська школа, в якій в 1860—1861 навчальному році навчалося 18 хлопчиків і 9 дівчаток. У 1888 році в селі була відкрита земська школа, в якій в 1901 році навчалося 60 хлопчиків і 9 дівчаток. Школа знаходилася поруч з церквою, складалася з однієї класної кімнати, бібліотеки і квартири для вчителя і утримувалася за рахунок коштів земства та сільського суспільства.
З 1923 року село стало адміністративним центром Хильчанського району Новгород-Сіверської округи, Чернігівської губернії маючи 224 двори, 1260 мешканців, хоча за чисельністю населення село поступалося 12 іншим населеним пунктам новоствореного району. 
12 червня 2020 року, відповідно до розпорядження Кабінету Міністрів України № 723-р «Про визначення адміністративних центрів та затвердження територій територіальних громад Сумської області», село увійшло до складу Зноб-Новгородської селищної громади.
19 липня 2020 року, в результаті адміністративно-територіальної реформи та ліквідації Середино-Будського району, село увійшло до складу новоутвореного Шосткинського району.

## Населення
Згідно з переписом УРСР 1989 року чисельність наявного населення села становила 391 особа, з яких 155 чоловіків та 236 жінок.
За переписом населення України 2001 року в селі мешкало 310 осіб.

### Мова
Розподіл населення за рідною мовою за даними перепису 2001 року:
| Мова       | Відсоток |
| ---------- | -------- |
| українська | 71,21 %  |
| російська  | 28,79 %  |